# Krewella
Krewella (читается как «круэлла», игра слов от Krew (Crew) — «банда», и имени главной героини фильма «101 далматинец» — Cruella de Vil) — музыкальный дуэт из Чикаго, штат Иллинойс, сформированный в 2007 году. Коллектив состоит из двух сестёр Джахан и Ясмин Юсаф. Первоначально трио, их третий участник — DJ и продюсер Крис «Rain Man» Триндл ушёл из группы в 2014 году. Первый EP Play Hard был выпущен 18 июня 2012, эксклюзивно на Beatport и затем на iTunes 26 июня 2012. Дебютный альбом Get Wet увидел свет 24 сентября 2013 года. Дуэт исполняет музыку в стиле электро-хаус, прогрессив-хаус, дабстеп, хардстайл, драм-н-бейс, фьюче-бейс.

## История

### 2007-13: Формирование и начало карьеры,Play HardиGet Wet
Krewella сформировалась в 2007 году сестрами-вокалистками Джахан и Ясмин Юсаф и продюсером Крисом «Rain Man» Триндл. Все трое познакомились во время учёбы в Glenbrook North High School. Их музыка представляет собой смесь электро-хауса, дабстепа и многих других EDM стилей. У всех участников группы есть татуировка «6-8-10», в честь 8 июня 2010 года, день, когда они решили бросить все (учёбу, карьеру и пр.) чтобы посвятить себя музыке и музыкальной карьере. В декабре 2011 группа подписала контракт с лейблом Monstercat. «Killin' It» был первым синглом Krewella, изданным на лейбле. Monstercat продвигали Krewella в социальных сетях и EDM YouTube каналах для широкой аудитории. В июне 2012 Krewella выпустили первый мини-альбом Play Hard, который очень быстро взлетел на первую строчку чарта Billboard’s Dance Radio Airplay и их сингл разместился в the Pop Radio Airplay чартах.

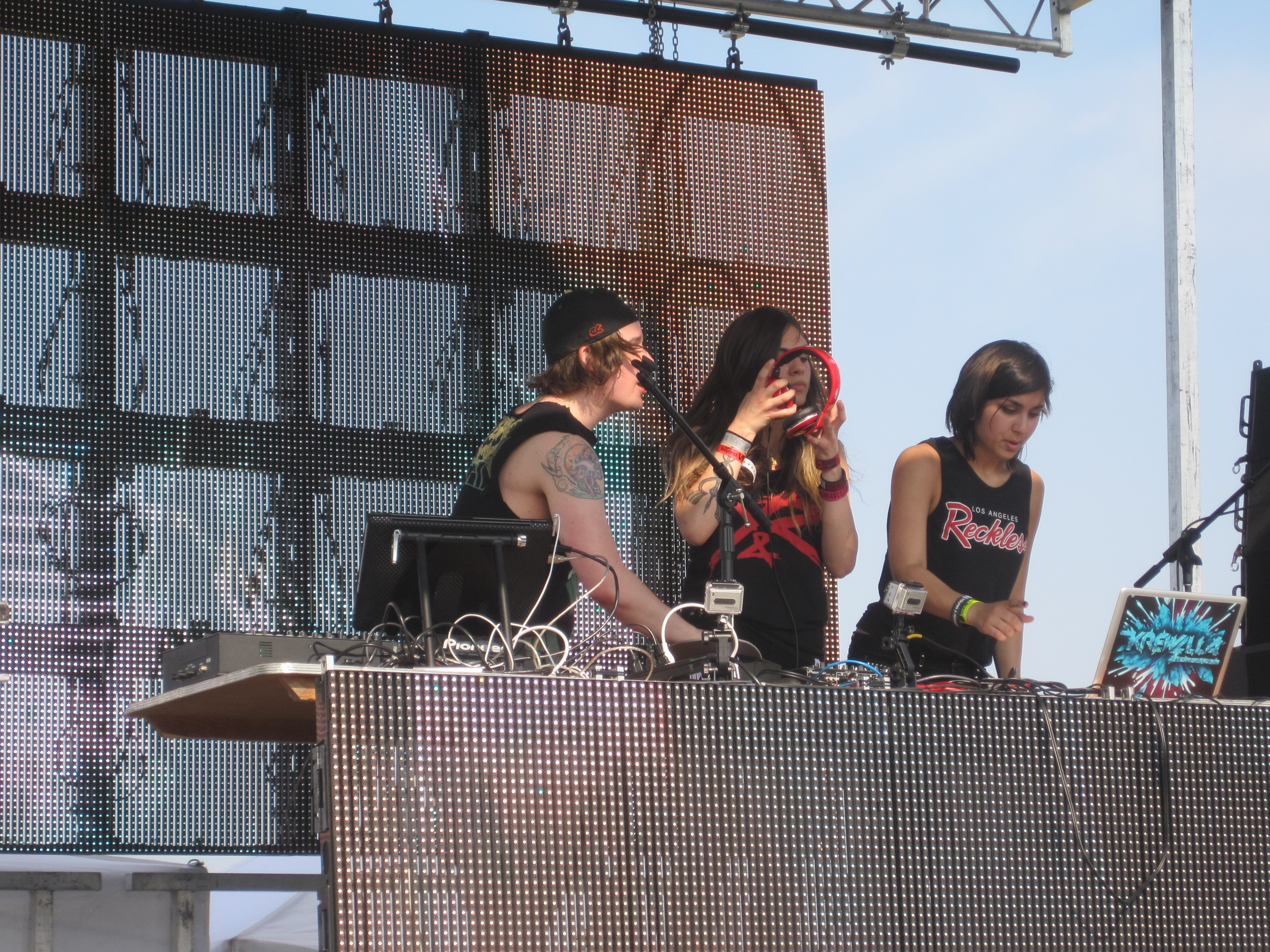
Krewella во время выступления на Индианаполис Мотор Спидвей в 2012.

 Krewella в качестве хэдлайнеров приняли участие в крупнейших EDM-фестивалях, таких как Ultra Music Festival, Electric Daisy Carnival, Stereosonic, Spring Awakening, Sunburn Festival and Paradiso festival. После этих выступлений коллектив в 2012 году удостоился награды «Прорыв года» от International Dance Music Award."
За участие в Ultra Music Festival 2013 трио получило положительные оценки от американского издания Billboard, которое пророчило музыкантам большое будущее. Их дебютный альбом «Get Wet» в первую же неделю расположился в топ-10 рейтинга 200 лучших новых альбомов по мнению Billboard. Krewella объединились с Cash Cash для совместной работы над их вторым синглом «Live For The Night.»

### 2014-15: Благотворительность, судебный процесс, уход Криса иSomewhere to Run
В 2014, Krewella совместно с EDM Lifestyle брендом Electric Family выпустили браслет, выручка от продаж которого 100 % пожертвована в благотворительный фонд Dance For Paralysis. Партнерство собрало более чем $17,000 на апрель 2014.
В сентябре 2014, было объявлено, что Крис Триндл больше не является участником группы. Триндл впоследствии подал иск в суд против сестёр на сумму 5.000.000 долларов США, утверждая, что он был несправедливо «выброшен» из группы. Сестры подали встречный иск и заявили, что у Триндла были проблемы с наркотиками и алкоголем, что у него нет способностей в качестве DJ, вследствие чего он и ушёл из группы.
24 Ноября 2014 Krewella выпустили их первый сингл после ухода Триндла «Say Goodbye». Текст песни отражает потери члена группы и судебный процесс против сестёр Юсаф.
23 Марта 2015 Krewella выпустили сингл «Somewhere to Run», спродюсированный дуэтом Pegboard Nerds и Доном Гилмором.
15 августа 2015 Krewella представили новый микс «Troll mix Vol. 14 — Return of the Trolls» (Возвращение тролей), название которого отображает годовую разницу с момента выпуска предыдущего. Это первый микс, изданный после ухода Криса. Часовой микс включает новый трек сестёр, который предположительно называется «Surrender the Throne» (основываясь на тексте песни). Микс также включает новый ремикс на их сингл Somewhere to Run.
Сестры поучаствовали в создании «Love Song to the Earth» совместно с Полом Маккартни, Джоном Бон Джови, Шерил Кроу, Ферги, Колби Кэйллат, Наташей Бедингфилд, Леоной Льюис, Шоном Полом, Джонни Резником, Анжеликой Киджо, Келси Баллерини, Николь Шерзингер, Кристиной Гримми, Викторией Джастис и К’Орианкой Килчер
В Августе 2015 было объявлено, что Джахан и Ясмин Юсаф урегулировали конфликт с Крисом Триндлом вне суда. Условия урегулирования не были обнародованы.

### Ammunition2016
Недавно Krewella выпустили мини-альбом «Ammunition», который сопровождался туром в 2016. Альбом включил трек «Surrender the Throne», ранее представленный в их миксе «Troll mix Vol. 14 — Return of the Trolls». Группа опубликовала песни, включая «Broken Record», «Helter Skelter», «Beggars (совместно с Diskord)», «Louder Than Bombs», «Friends», «Superstar» (совместно с Pegboard Nerds and NGHTMRE) and «Marching On».
29 апреля 2016 вышел их новый сингл «Beggars», записанный совместно с английским дуэтом Diskord.
В тот же день был представлен видеоклип на песню.
«Broken Record» вышел за неделю до мини-альбома «Ammuniton».
4 мая 2016 Krewella опубликовали видео «Love, Yazzy», в котором Ясмин рассказывает о своих воспоминаниях с момента начала карьеры в Krewella. В конце видео было объявлено, что мини-альбом «Ammunition» выйдет 20 мая 2016. Спустя два дня группа опубликовала видео «Love, Jahan», в котором был объявлено об их предстоящем туре SWEATBOX.
10 Мая 2016 был выпущен новый промосингл «Broken Records».

## Участники коллектива
Текущий состав
- Джахан Юсаф — DJ, вокал, автор (2007-настоящее время)
- Ясмин Юсаф — DJ, вокал, музыкальные контроллеры, автор (2007-настоящее время)

Бывшие участники
- Крис «Rain Man» Триндл — продакшн, музыкальные контроллеры (2007—2014)

Тур участники
- Фрэнк Зуммо — ударные (2015-настоящее время)
- Макс Бернштейн — гитара, cинтезатор, бэк вокал (2015)

## Дискография

### Студийные альбомы
- 2013 — Get Wet
- 2019 — zerO[22]
- 2022 — The Body Never Lies[23]

### Мини-альбомы
- 2012 — Play Hard
- 2012 — Play Harder
- 2016 — Ammunition
- 2017 — New World (Part 1)